# Ajuga makinoi
Ajuga makinoi là một loài thực vật có hoa trong họ Hoa môi. Loài này được Nakai mô tả khoa học đầu tiên năm 1911.